# Bueu
Bueu è un comune spagnolo di 12 350 abitanti situato nella comunità autonoma della Galizia, nella provincia di Pontevedra. Il comune appartiene alla "Comarca do Morrazo", anche formata dai comuni di Marín, Moaña e Cangas do Morrazo.
Il comune di Bueu si trova nella ría di Pontevedra, a fianco dell'Atlantico. Uno dei suoi attrattivi sono le sue spiagge, 24 in totale, e l'isola di Ons, che appartiene al Parco Nazionale delle Isole Atlantiche.